# Europese weg 11
De Europese weg 11 of E11 is een Europese weg die loopt van Vierzon in Frankrijk naar Béziers in Frankrijk.

## Algemeen
De Europese weg 11 is een Klasse A Noord-Zuid-verbindingsweg en verbindt de Franse plaatsen Vierzon en Montpellier, hiermee komt de weg op een afstand van ongeveer 570 kilometer. De route is door de UNECE als volgt vastgelegd:
Frankrijk
- Vierzon
- Montluçon
- Clermont-Ferrand
- Béziers

## Traject
De E11 loopt volledig over snelwegen en begint bij Vierzon, vanaf daar wordt de A71 zuidwaarts gevolgd, het Centraal Massief in. Deze weg loopt door tot aan Clermont-Ferrand, waar de A71 overloopt in de A75, die loopt tot aan de Middellandse Zeekust, en deze wordt volledig gevolgd door de E11. Tijdens de route over de A75 wordt de viaduct van Millau aangedaan, dit is de hoogste brug ter wereld. De E11 eindigt bij Béziers, een aantal kilometer ten noorden van de Middellandse Zee.

## Nationale wegnummers
| Frankrijk | Frankrijk                  |
| --------- | -------------------------- |
|           | Vierzon - Clermont-Ferrand |
|           | Clermont-Ferrand - Béziers |

## Aansluitingen op andere Europese wegen
Tijdens de route komt de E11 de volgende Europese wegen tegen:
- De E9 bij Vierzon
- De E62, die van Montluçon tot aan Montmarault hetzelfde traject volgt
- De E70, die met de A89 van Combronde tot aan Gerzat hetzelfde traject volgt
- De E15 bij Béziers
- De E80 bij Béziers